# The Americas
The Americas is een tiendelige documentaireserie plus special-aflevering uit 2025, geproduceerd door de BBC Studios Natural History Unit en Universal Television Alternative Studio. De serie over de werelden en dieren in het wild van de twee continenten Noord- en Zuid-Amerika wordt gepresenteerd en verteld door Tom Hanks met muziek van Hans Zimmer. De serie ging in première op 23 februari 2025 op NBC.
In België werd de eerste aflevering uitgezonden op 2 juni 2025 door VRT CANVAS. In Nederland werden de eerste twee afleveringen uitgezonden op 27 juli 2025 door RTL 4. Ook op de streamingdiensten VRT MAX en Videoland was de serie in 2025 te zien.

## Inhoud
De serie The Americas van NBCUniversal wordt gepromoot als een "episch 10-delig televisie-evenement" en wordt beschreven als een adembenemende reis door Noord- en Zuid-Amerika, gepresenteerd als één "supercontinent." De productie duurde vijf jaar en omvatte 180 expedities. Uitvoerend producent Mike Gunton verklaarde dat het idee voor de serie voortkwam uit het idee dat nog niemand Amerika in zijn geheel had vastgelegd, gezien de enorme schaal van het continent. De serie wordt geprezen als het duurste niet-gescripte project in de geschiedenis van NBC.
Dronetechnologie speelde een cruciale rol, waarmee het team gebieden kon filmen die eerder onbereikbaar waren en ze legden diergedragingen vast die voorheen onbekend waren. Voorbeelden hiervan zijn een unieke blik op een potvis die de diepe oceaan in duikt en het filmen van wilde banker-paarden in North Carolina, waaronder een gevecht tussen twee hengsten.
Het productieteam deed zijn best om de impact op de natuurlijke omgeving te beperken door te voet te reizen, ezels te gebruiken voor het vervoeren van apparatuur, draagbare zonnepanelen in te zetten voor het opladen van apparatuur, en te kamperen in plaats van in hotels te verblijven. Deze inspanningen werden erkend met een Gold Seal van de Environmental Media Association (EMA).

## Afleveringen
| Afl.    | Titel                        | Oorspronkelijke releasedatum |
| 1       | "The Atlantic Coast"         | 23 februari 2025             |
| 2       | "Mexico"                     | 23 februari 2025             |
| 3       | "The Wild West"              | 2 maart 2025                 |
| 4       | "The Amazon"                 | 2 maart 2025                 |
| 5       | "The Frozen North"           | 9 maart 2025                 |
| 6       | "The Gulf Coast"             | 16 maart 2025                |
| 7       | "The Andes"                  | 23 maart 2025                |
| 8       | "The Caribbean"              | 30 Maart 2025                |
| 9       | "The West Coast"             | 6 april 2025                 |
| 10      | "Patagonia"                  | 13 april 2025                |
| Special | "The Making of The Americas" | 21 april 2025                |

## Prijzen en nominaties
| Jaar | Prijs                               | Categorie                                                                                            | Ontvangstnemer(s)                                       | Uitslag                        |
| ---- | ----------------------------------- | --- | ------------------------------------------------------- | ------------------------------ |
| 2025 | Primetime Creative Arts Emmy Awards | Uitstekende verteller                                                                                | Tom Hanks voor "The Andes"                              | Uitreiking op 7 september 2025 |
| 2025 | Primetime Creative Arts Emmy Awards | Uitstekende muziekcompositie voor een documentaireserie of special (originele dramatische partituur) | Hans Zimmer, Anže Rozman en Kara Talve voor "The Andes" | Uitreiking op 7 september 2025 |